# イスラエル科学・人文アカデミー
座標: 北緯31度46分13.73秒 東経35度12分56.74秒 / 北緯31.7704806度 東経35.2157611度

イスラエル科学・人文アカデミー ロゴマーク

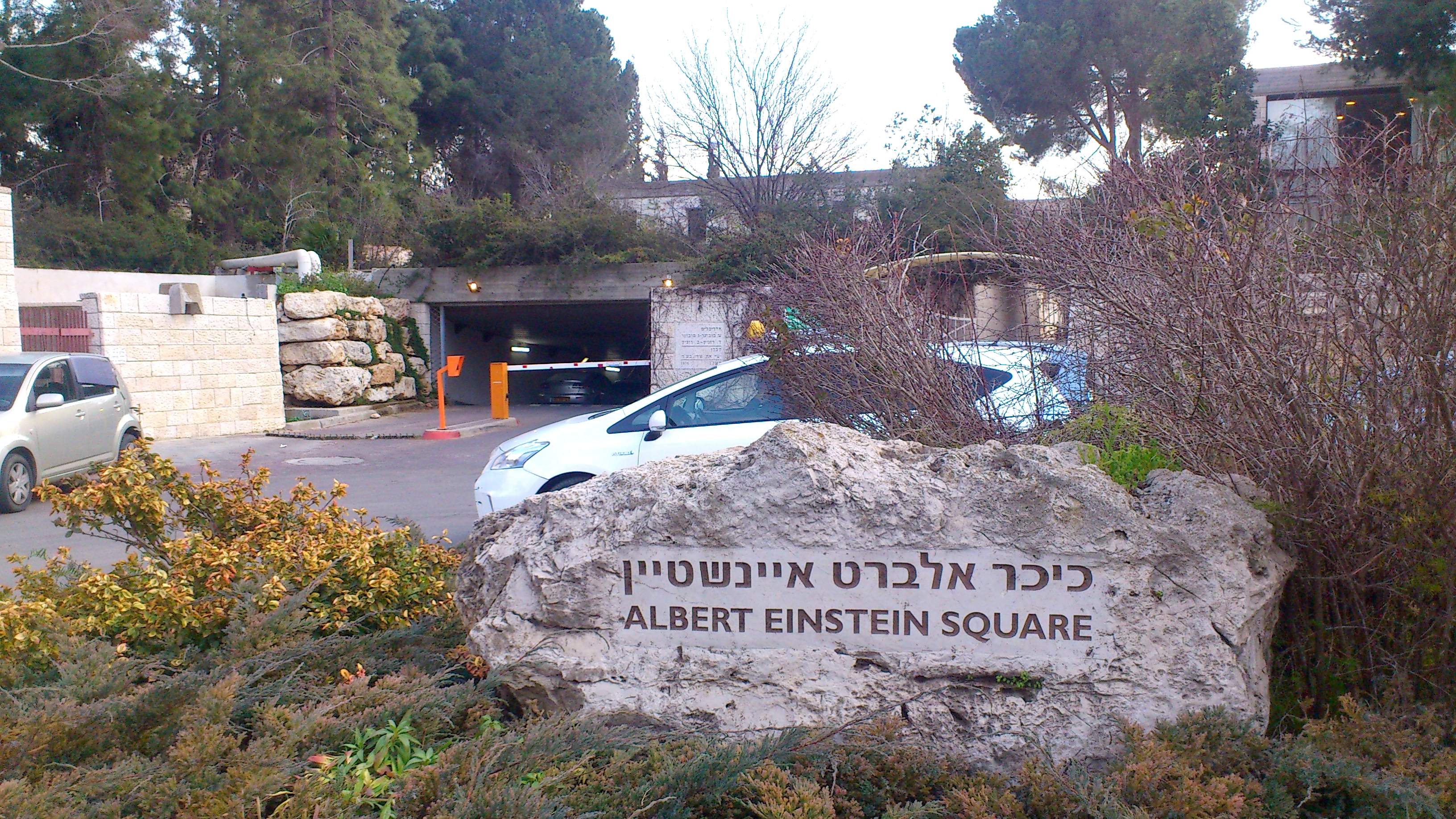

イスラエル科学・人文アカデミー (Israel Academy of Sciences and Humanities - האקדמיה הלאומית הישראלית למדעים)は、イスラエルのエルサレム市に1961年に設立された科学と人文に関するアカデミー（学術団体）である。イスラエルの多くの学者が在籍する。。本部はエルサレム市内のイスラエル大統領公館に隣接する、アルベルト・アインシュタイン・スクエアに位置する。
科学分野においては、アカデミーはイスラエルの地質学、植物相、動物相についての研究プロジェクトを持つほか、イスラエルの科学者が国際プロジェクトに参加する手助けもおこなっている。例えば、CERN（欧州原子核研究機構）や、ESRF（ヨーロッパ・シンクロトロン放射施設）での研究などである。
人文分野においては、タナハ（ヘブライ語聖書）、タルムード（モーセによる口伝律法）、ユダヤ史、ユダヤ哲学、ヘブライ語などの研究プロジェクトが活動している。
イスラエル科学・人文アカデミーは、アインシュタイン財団の管理・運営も行っている。この財団は5,300万USドルの年間予算を持ち、イスラエルだけでなく世界中の科学者の研究に投資し、運用をおこなっている。

## 在籍会員の例
- ヤキール・アハラノフ
- ロバート・オーマン
- ヤコブ・ベッケンシュタイン
- ヨシフ・ベルンシュタイン
- アーロン・チカノーバー
- ヒレル・ファステンバーグ
- エウド・フルショフスキー
- アブラム・ハーシュコ
- マイケル・ラビン
- レオ・サックス
- アディ・シャミア
- ダニエル・シェヒトマン
- サハロン・シェラハ
- アダ・ヨナス